# 三増紋之助
三増 紋之助（みます もんのすけ、1963年1月22日 - ）は、栃木県足利市出身の曲独楽師。出囃子は『秋田大黒舞』。落語協会所属。

## 来歴・人物
- 2008年現在宮崎県知事政務秘書である吉川敏夫の芸人時代の二人目の相方である。
- 1983年 浅草フランス座に入座。
- 1984年 コント修行している中で吉川と知り合い、吉川と独楽芸のコンビ、「くろまにょん・ちぇん」を結成した。
- 1986年 3代目三増紋也に弟子入りし、1991年三増紋之助を襲名。
- 北野武監督作品の座頭市に独楽回しの芸人役で出演している。

## 出演

### 映画
- 『座頭市』（2003年）
- 『深海獣レイゴー』（2005年）
- 『二つ目物語』（2022年）- 謎の男２（ナイフの男）役

### ウェブテレビ
- ABEMA寄席（2020年5月2日、ABEMA）[1]